# Cylindrepomus astyochus
Cylindrepomus astyochus är en skalbaggsart som beskrevs av Dillon 1948. Cylindrepomus astyochus ingår i släktet Cylindrepomus och familjen långhorningar.
Artens utbredningsområde är Filippinerna. Inga underarter finns listade i Catalogue of Life.